# Diamant sintetic

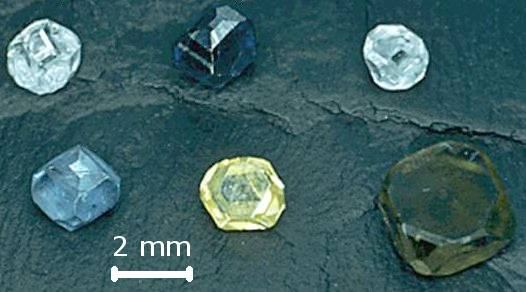
Diamante sintetice de diferite culori crescute prin tehnica de presiune și temperatură ridicată

Diamantul sintetic (cunoscut și ca diamant de laborator, diamant crescut în laborator sau diamant cultivat) este un diamant produs cu ajutorul unui procedeu artificial, spre deosebire de diamantele naturale, care sunt create printr-un proces geologic în natură. Mai sunt cunoscute denumirile de diamant HPHT și de diamant CVD, date după metodele de producție folosite..
Deși adesea s-a folosit termenul de sintetic, acesta a fost considerat cumva problematic. În Statele Unite, Federal Trade Commission a indicat faptul că termenii de diamant crescut în laborator sau creat de [un anumit] producător "ar transmite mai clar natura pietrei", pentru că anumiți consumatori asociază termenul de sintetic cu ideea că produsul este o imitație – întrucât diamantele fabricate artificial sunt efectiv diamante.
Numeroase încercări pentru sintetizarea diamantului au fost făcute între anii 1879 și 1928; multe dintre aceste încercări au fost cu grijă analizate dar niciuna nu a fost confirmată. În anii 1940, au început cercetări sistematice pentru creșterea diamantelor prin procesele CVD și HPHT  în Statele Unite, Suedia și Uniunea Sovietică . Prima sinteză reproductibilă a fost raportată în jurul anului 1953, iar aceste două procedee încă domină producția de diamante sintetice. O a treia metodă, cunoascută ca detonare, și-a făcut apariția la sfârșitul anilor 1990. În acest proces, granule de diamant de dimensiunea câtorva nanometri sunt create prin detonarea unor explozivi conținători de carbon. Într-o a patra metodă, demonstrată în laborator, dar fără aplicații comerciale în prezent, grafitul este tratat cu ultrasunete de mare putere.
Proprietățile diamantului sintetic sunt în strânsă legătură cu detaliile procedeului de fabricație; totuși, unele diamante sintetice (formate prin HPHT sau CVD) au proprietățile ca duritatea, conductivitatea termică  sau mobilitatea electronilor superioare chiar față de unele diamante naturale.
Diamantele sintetice sunt utilizate pe larg ca abrazivi, la tăierea și șlefuirea uneltelor și în radiatoarele electrice. Aplicațiile electronice ale diamantelor sintetice, printre care se numără comutatoarele de la centralele electrice, tranzistozii unipolari și LED-urile, sunt în dezvoltare. Detectoarele cu diamante sintetice de lumină ultravioletă (UV)  sau de particule cu energie mare sunt folosite în domenul energiei înalte și sunt disponibile comercial. Datorită combinației unice dintre stabilitatea sa termică și chimică, expansiunii termale mici și transparenței optice mari, diamantul sintetic tinde să devină cel mai popular material folosit ca sticlă optică pentru laserele cu dioxid de carbon  și girotroane.
Ambele diamante de tip CVD și HPHT pot fi tăiate ca geme și se pot produce culori variate: alb pur, galben, brun, albastru, verde și portocaliu. Aspectul gemelor sintetice de pe piață a adus neliniște în rândul afacerilor cu diamante, și ca rezultat aparate spectroscopice și tehnici speciale au fost dezvoltate pentru a se putea face diferența între diamantele sintetice și cele naturale.

## Istoric

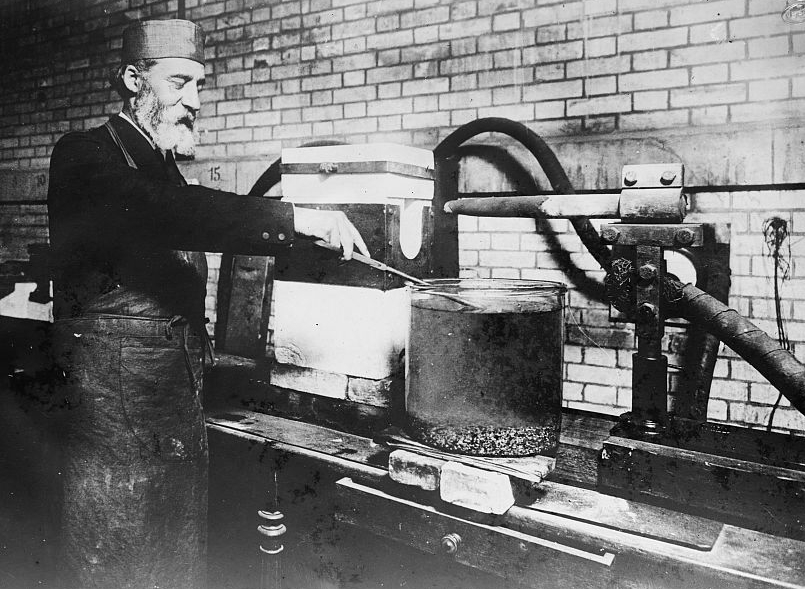
Moissan încercând să creeze diamante sintetice folosind un cuptor cu arc electric

După descoperirea din anul 1797 că diamantul este carbon pur, au fost realizate multe încercări de a tranforma diferite varietăți ieftine de carbon în diamant. Primele succese au fost raportate de către James Ballantyne Hannay în 1879  și Ferdinand Frédéric Henri Moissan în 1893. Metoda lor implica încălzirea mangalului până la 3500 °C cu fier în interiorul unui creuzet de carbon într-un cuptor. Întrucât Hannay a folosit o țeavă încălzită direct în flacără, Moissan a practicat metoda sa recent descoperită , cuptorul electric cu arc, în care un arc electric era lovit între tije de carbon în interiorul unor blocuri de calcar. Fierul topit era apoi răcit rapid prin scufundare în apă. Contracția generată de răcirea fierului se presupune că a produs presiunea înaltă necesară pentru a transforma grafitul în diamant. Moissan și-a publicat rezultatele într-o serie de articole în anii 1890.
Mulți alți savanți au încercat să refacă experimentul său. William Crookes pretindea că a reușit în 1909.  Otto Ruff susținea în 1917 că a produs diamante de până la 7 mm în diametru, dar ulterior și-a retras afirmația. În 1926, doctorul J.Willard Hershey de la McPherson College a refăcut experimentele lui Moissan și ale lui Ruff, producând astfel un diamant sintetic; acest eșantion este expus la Muzeul McPherson din Kansas. În ciuda celor pretinse de Moissan, Ruff și Hershey, alte experimente nu au fost capabile să reproducă sinteza lor.
Cea mai definitivă încercare de replicare au fost făcute de Charles Algernon Parsons. Un savant proeminent și inginer cunoscut pentru inventarea variantei moderne a turbinei cu aburi, el și-a irosit aproximativ 40 de ani (1882–1922) și o mare parte a averii sale încercând să reproducă experimentele lui Moissan și ale lui Hannay, dar de asemenea și el și-a adaptat procese proprii. Parsons era cunoscut pentru abordarea sa precisă și migăloasă și pentru păstrarea metodicii sale de înregistrare; toate eșantioanele sale au fost conservate pentru ulterioare analize de către un partid independent. El a scris un număr de articole — unele dintre primele referitoare la diamantele HPHT—în care el a susținut că a reușit producerea a mici diamante. Totuși, în 1928 el l-a autorizat pe doctorul C.H. Desch să publice un articol  în care și-a prezentat părerea că niciun diamant sintetic (incluzându-le chiar și pe ale lui Moissan și ale altora)  nu au fost de fapt produse până atunci. El a sugerat că toate diamantele care au fost produse până atunci erau cel mai probabil eșantioane de spinel.

### Proiectul diamant GE

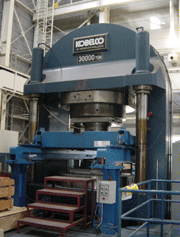
O presă cu centură produsă în anii 1980 de KOBELCO

În 1941 a fost făcut un acord între companiile General Electric (GE), Norton și Carborundum pentru a dezvolta sinteza diamantelor. Acestea era în stare să încălzească carbonul la aproximativ 3000 °C la o presiune de 3,5 gigapascali pentru cțteva secunde. Curând după aceea,  al Doilea Război Mondial a întrerupt proiectul. El a fost reluat în 1951 la Laboratoarele Schenectady ale GE, iar un grup de diamante de înaltă presiune a fost format cu F.P. Bundy și H.M. Strong. Tracy Hall și mulți alții s-au alăturat proiectului la scurt timp după.

## Tehnologii de producere
Există câteva metode folosite pentru producerea diamantelor sintetice. Metoda originală folosește presiune mare și temperatură mare (HPHT) și este încă folosită pe larg datorită costurilor care sunt relativ reduse. Procesul implică prese mari care pot cântări până la câteva sute de tone cu scopul de a produce o presiune de 5 GPa la 1500 °C. A doua metodă, care folosește depunerea de vapori (CVD), creează o plasmă de carbon peste un substrat pe care atomii de carbon sunt depuși pentru a forma diamantul. Alte metode includ formarea explozivă (formându-se nanodiamante) și sonicarea soluțiilor de grafit.

### Presiune mare, temperatură mare

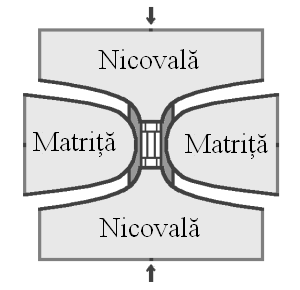
Schema unei prese cu curea

În procedeul cu presiune și temperatură mare (HPHT), sunt folosite trei prese principale desemnate să ofere o presiune și o temperatură necesară pentru producerea diamantelor sintetice: presa cu curea, presa hidraulică și sfera de despicare.

### Detonarea explozibililor

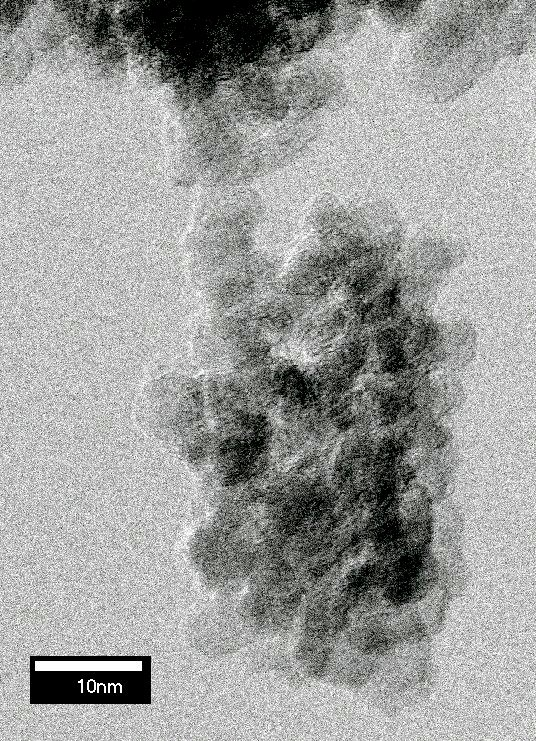
Electron micrograph (TEM) of detonation nanodiamond

Nano-cristale(5 mm diametru) de diamant pot fi produse prin detonarea anumitor explozibili cu conținut ridicat de carbon într-o incintă metalică. Aceste nanocristale se numesc nanodiamante de detonație. În momentul exploziei, presiunea și temperatura din incintă ating valorile necesare transformării carbonului din explozibil în diamant. În urma scufundării în apă incinta se răcește rapid după explozie, blocând transformarea diamantului proaspăt produs în grafit. O variantă a acestei tehnici este umplerea unui tub metalic cu pulbere de grafit și introducerea acestuia în incinta de detonare. Explozia încălzește și comprimă grafitul la nivelul necesar transformării sale în diamant. Produsul de reacție este bogat în grafit și alte forme ale carbonului. Fierberea sa în acid azotic (o zi la 250 °C), duce la dizolvarea acestor substanțe. Pulberea de nanodiamante recuperată este utilizată în principal în diferitele tehnici de șlefuire. China, Rusia și Belarus sunt principalii producători. Cantități disponibile la nivel industrial au apărut pe piață la începutul anilor 2000.

## Proprietăți
În mod tradițional, absența defectelor cristalelor este considerată a fi cea mai importantă calitate a diamantului. Puritatea și perfecțiunea cristalină mare face diamantul transparent, în timp ce duritatea, dispersia optică (luciul) și stabilitatea sa chimică îl transformă într-o piatră prețioasă populară. Conductivitatea termală mare este de asemenea un factor important pentru utilizările tehnice ale sale. Deși dispersia optică mare este o proprietate intrinsecă a tuturor diamantelor, celelalte proprietăți variază depinzând de modul de fabricare al diamantului.

### Cristalinitate
Diamantul poate fi un singur și continuu cristal sau el poate fi alcătuit din mai multe cristale similare (policristal). Cristalele transparente și singure sunt cele folosite de obicei la pietrele prețioase. Diamantele policristaline constau în mai multe granule mici, care se pot vedea ușor cu ochiul liber doar prin absorbție puternică de lumină sau prin risipire; sunt improprii pentru pietrele prețioase așa că au unele aplicații industriale cum ar fi exploatarea minieră și instrumentele de tăiat. Diamantele policristaline sun adesea descrise printr-o mărime medie (sau mărime granulară) a cristalelor care le alcătuiesc. Mărimea lor variază de la câțiva nanometri la câteva sute de micrometri, de aceea fiind cunoscute și ca diamante „nanocristaline” și respectiv „microcristaline”.

### Duritate
Diamantul sintetic este cel mai dur material cunoscut, definiția durității fiind rezistența la zgâriere și fiind clasificată pe o scară de la 1 (cel mai moale) la 10 (cel mai dur), scară cunoscută și sub denumirea de Scara Mohs a durității minerale. Diamantul are o duritate de 10 (deci cea mai mare) pe această scară. Duritatea diamantelor sintetice depinde și de puritatea, perfecțiunea cristalină și orientarea lor: duritatea este cea mai mare pentru diamantele perfecte, cu cristale pure orientate pe direcția [111] (adică spre cea mai lungă diagonală a structurii cubice a diamantului). Diamantele nanocristaline produse prin creșterea diamantelor CVD au o duritate ce variază de la 30% la 75% din duritatea unui singur cristal de diamant, iar duritatea poate fi controlată pentru aplicații specifice. Unele cristale singure ale diamantelor sintetice și ale diamantelor nanocristaline HPHT (vezi hiperdiamant) sunt mai dure decât orice alt diamant natural cunoscut.

### Impurități și incluziuni
Fiecare diamant conține alți atomi decât cei de carbon în concentrații detectabile doar prin tehnici analitice. Acești atomi pot să se adune și să creeze unele faze macroscopice denumire incluziuni. Impuritățile sunt adesea evitate, dar pot fi introduse de asemenea pentru controlul unor proprietăți specifice ale diamantului. De exemplu, diamantul pur este un izolator electric, dar diamantul cu impurități de bor este conductor electric (și, în unele cazuri, un superconductor), ceea ce permite utilizarea în electronice. Impuritățile de azot împiedică deplasarea „dislocărilor” rețelei (care sunt defecte din cadrul structurii cristaline) rețeaua fiind supusă unui stres de compresiune, și astfel crește duritatea și rezistența.

### Conductivitate termică
Spre deosebire de majoritatea izolatorilor electrici, diamantul pur este un bun conductor de căldură datorită legăturilor covalente puternice din interiorul cristalului. Conductivitatea termică a diamantului este cea mai mare dintre a tuturor solidelor cunoscute. Cristalele singure de diamant sintetic îmbogățit în 12C (99,9%), diamantele pure din punct de vedere izotopic, au cea mai mare conductivitate termică cunoscută a unui material, 30 W/cm·K la temperatura camerei, de 7,5 ori mai mare decât a cuprului. Conductivitatea diamantelor naturale este redusă cu 1,1% din cauza izotopului natural de 13C, care acționează sub forma unei omogenități în cadrul rețelei.
Conductivitatea termică a diamantului este utilizată de câtre bijutierii și gemologii care ar practica o probă termică electronică pentru separarea diamantelor de imitațiile lor. Aceste probe constau într-o pereche de termistori alimentați electric de către baterii și montați într-un vârf subțire de cupru. Unul dintre termistor are rol de dispozitiv de încălzire, în timp ce celălalt măsoară temperatura vârfului de cupru: dacă piatra testată este un diamant, atunci ea va dirija energia termală a vârfului destul de rapid pentru producerea unei diferențe de temperatură măsurabile. Acest test durează cam 2-3 secunde.

## Aplicații

### Instrumente de prelucrare și tăiere

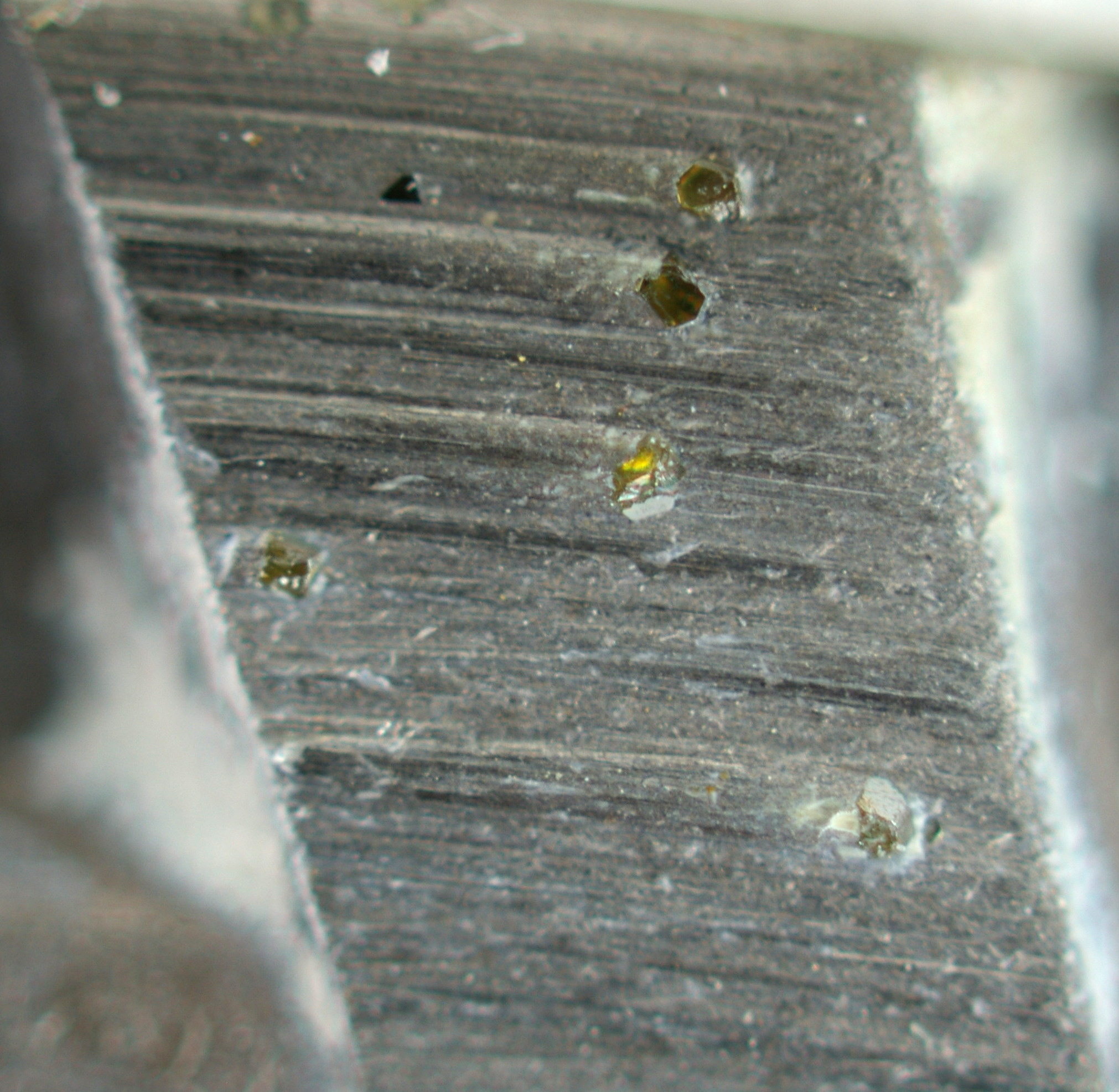
Diamantele din lama unui polizor unghiular

Majoritatea aplicațiilor industriale ale diamantelor sintetice au fost asociate cu duritatea lor; această proprietate face din diamant materialul ideal pentru instrumentele de prelucrare și pentru cele de tăiere. Din moment ce este cel mai dur material natural cunoscut, diamantul poate fi utilizat la lustruire, tăiere, sau pentru îndepărtarea unui surplus de material, chiar și de diamant. Utilizările industriale care se folosesc de această proprietate includ burghiele cu vârf de diamant, fierăstraiele și utilizarea prafului de diamant ca material abraziv. Acestea sunt de departe cele mai importante utilizări ale diamantului sintetic. În timp ce diamantele naturale sunt utilizate și ele în aceste scopuri, diamantele sintetice fabricate prin metoda HPHT sunt mult mai populare, în mare parte datorită reductibilității mai bune a proprietăților mecanice. Diamantul nu este potrivit pentru prelucrarea rapidă a aliajelor feroase, din moment ce carbonul este solubil în fier la temperaturile înalte create prin prelucrarea rapidă, ceea ce duce la creșterea mai mare a uzurii la instrumentele cu diamante în comparație cu cele alternative.
De obicei, în cadrul instrumentelor de tăiat, diamantelor sunt reprezentate de granule dispersate de ordinul micrometrilor pe o matrice de metal (de obicei din cobalt) sinterizată pe instrument. Tipic, în industrie acesta este cunoscut sub denumirea de diamant policristalin (PCD). Instrumentele cu vârf din diamante policristaline au utilizări importante în exploatarea minieră și la tăiere. În ultimii cincisprezece ani, s-au folosit instrumente din metal cu diamante CVD, dar deși încă promit multe, aceste instrumente au fost înlocuite semnificativ cu cele care conțin diamante PCD.

### Conductor termic
Majoritatea materialelor cu conductivitate termală mare, cum ar fi metalele, sunt și conductori electrici. În contrast, diamantul sintetic pur are conductivitate termală mare, dar conductivitatea electrică neglijabilă. Această combinație este inestimabilă pentru domeniul electric în care diamantul este folosit ca radiator pentru diodele cu laser de putere mare, ca matrice pentru lasere și în tranzistoarele de putere mare. Disiparea eficientă a căldurii prelungește durata de funcționare acestor aparate, și tocmai de aceea radiatoarele cu diamant au un preț destul de ridicat. În tehnologia semiconductoarelor, disipatoarele termice din diamante sintetice împiedică siliciul și alte materiale semiconductoare să se supraîncălzească.

### Material optic
Diamantul este dur și inert din punct de vedere chimic, și are conductivitate termală mare și coeficientul de expansiune termală mic. Aceste proprietăți fac din diamant un material superior oricărui alt material transparent folosit pentru transmiterea radiațiilor din infraroșu și a microundelor. Prin urmare, diamantele sintetice au început să înlocuiască seleniura de zinc din laserele de mare putere cu CO2  și girotroane.

### Electronică
Diamantele sintetice au utilizări potențiale ca semiconductori, deoarece poate fi adăugate unele imurități cum ar fi borul și fosforul. Din moment ce aceste elemente conțin un electron de valență în plus sau în minus față de carbon, ele transformă diamantele sintetice în semiconductori de tipul p sau semiconductori de tipul n. Făcând o juncțiune p-n prin adăugară segvențiale de bor și fosfor în cadrul diamantelor sintetice produc diode emițătoare de lumină (Leduri) ce produs lumină ultravioletă de 235 nm. O altă proprietate folositoare a diamantelor sintetice în cadrul electronicii este mobilitatea electronilor, care ating 4500 cm2/(V·s) pentru electronii din cristalele singure ale diamantelor CVD. Mobilitatea mare este favorabilă pentru tranzistorii cu efect de câmp de frecvență ridicată.

### Pietre prețioase

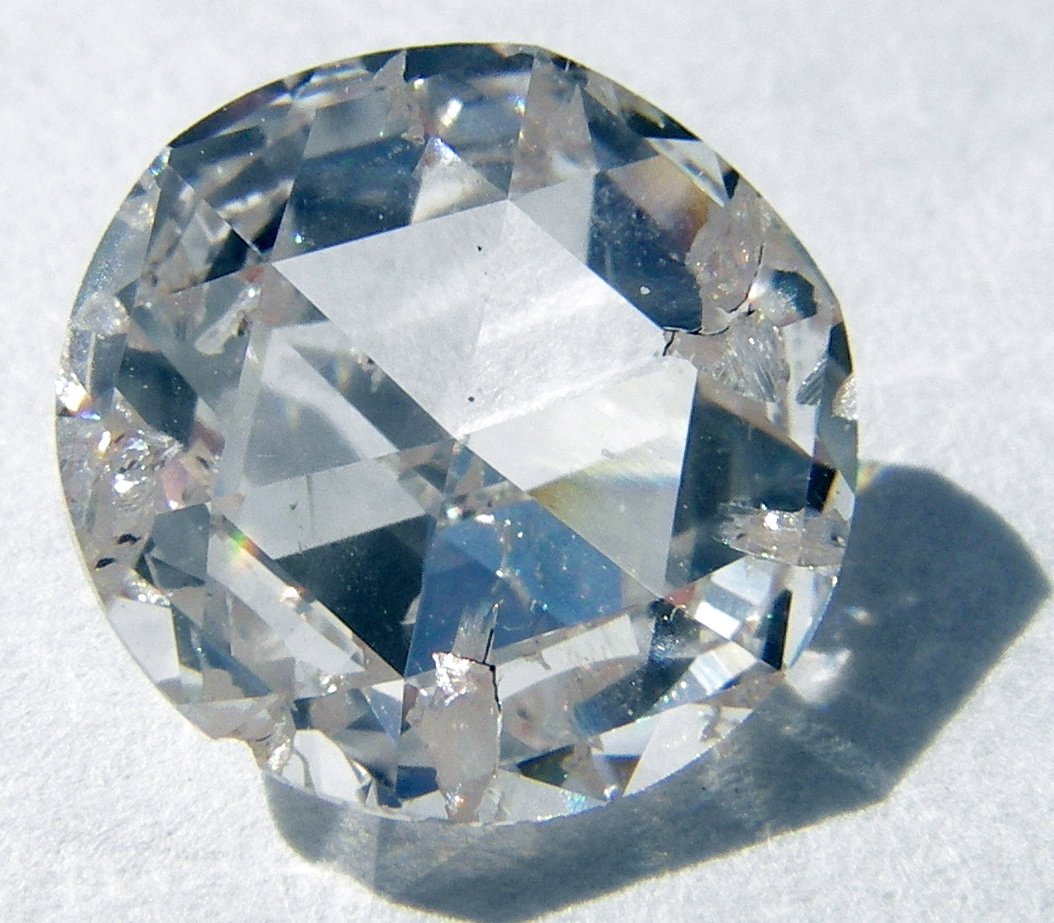
Piatră prețioasă transparentă, fără culori străine, tăiată dintr-un diamant sintetic brut fabricat prin metoda depunerii de vapori.

Diamantele sintetice care sunt utilizate ca pietre prețioase sunt fabricate prin metoda HPHT (presiune și temperatură mare)  sau metoda CVD (depunere de vapori). Culorile acestora variază de la galben la albastru, dar pot fi rareori chiar incolore (sau albe). Culoarea galbenă provine de la impuritățile de azot ce au rămas din timpul procesului de fabricație, în timp ce culoarea albastră provine de la impuritățile de bor. Alte culori, cum ar fi cea roz sau verde, pot fi produse prin iradiere. Unele companii oferă de asemenea diamante memoriale, obținute prin incinerarea rămășițelor trupești.
Diamantele care pot fi transformate în pietre prețioase pot fi identice din punct de vedere chimic, fizic și optic (și câteodată superioare) cu diamantele naturale. Industria de extragere a diamantelor naturale a început să ia măsuri legale, de comercializare și de distribuire pentru a-si proteja piața de prezența crescândă a diamantelor sintetice. Diamantele artificiale pot fi deosebite de celelalte prin spectroscopie în lungimile de undă infraroșii, ultraviolete sau raze X. Dispozitivul de verificare DiamondView de la De Beers utilizează fluorescența cu ultraviolete pentru detectarea impurităților de azot, nichel și alte metale, rămase în urma procedeelor de fabricație în diamantele HPHT sau CVD.
Cel putin un producător de diamante sintetice s-a declarat public în favoarea divulgării originii produsului, și gravează cu laser numere de serie pe fiecare diamant sintetizat. Situl companiei conține un exemplu de inscripție laser, care include cuvintele "Gemesis created" si prefixul "LG" (engleză Laboratory Grown crescut in laborator).

## Legături externe
- J. Davis (2003). „The New Diamond Age”. Wired Magazine (11.09). Accesat în 2 martie 2013.
- „Putting the Squeeze on Materials”. Accesat în 18 martie 2013.